# Raión de Dnipró (óblast de Dnipropetrovsk)
Raión de Dnipró (en ucraniano: Дніпровський район) es un raión o distrito de Ucrania en el óblast de Dnipropetrovsk. La capital es la ciudad de Dnipró.
Comprende una superficie de 5605,6 km².

## Demografía
Según estimación 2010 contaba con una población total de 83388 habitantes.

## Otros datos
El código KOATUU fue 1221400000. El código postal 49490 y el prefijo telefónico +380 562.